# Scelidomachus socotranus
Scelidomachus socotranus är en spindelart som beskrevs av Pocock 1899. Scelidomachus socotranus ingår i släktet Scelidomachus och familjen Palpimanidae.
Artens utbredningsområde är Socotra. Inga underarter finns listade i Catalogue of Life.